# Doustre
Der Doustre ist ein Fluss in Frankreich, der im Département Corrèze in der Region Nouvelle-Aquitaine verläuft. Er entspringt an der Grenze zum Regionalen Naturpark Millevaches en Limousin, im Gemeindegebiet von Rosiers-d’Égletons, entwässert generell Richtung Süd und mündet nach rund 51 Kilometern an der Gemeindegrenze von Saint-Martial-Entraygues und Argentat-sur-Dordogne, im Staubereich der Barrage d’Argentat als rechter Nebenfluss in die Dordogne. In seinem Oberlauf quert der Doustre die Autobahn A 89. Unterwegs speist er die Talsperre von La Valette.

## Orte am Fluss
- Égletons
- Rosiers-d’Égletons
- Montaignac-sur-Doustre
- Champagnac-la-Noaille
- Marcillac-la-Croisille
- La Roche-Canillac
- Saint-Bazile-de-la-Roche